# گمینا گورا شوینتی ماوگوژاته
گمینا گورا شوینتی ماوگوژاته (به لهستانی:  Gmina Góra Świętej Małgorzaty) یک گمینا در لهستان است که در شهرستان ونچتسا واقع شده‌است. گمینا گورا شوینتی ماوگوژاته ۹۰٫۴۲ کیلومتر مربع مساحت و ۴٬۵۷۸ نفر جمعیت دارد.